# Molvena
Molvena est une ancienne commune italienne située dans la province de Vicence en région Vénétie. Depuis 2019, elle fait partie de la commune de Colceresa.

## Économie
Le siège social de la marque de jeans Diesel est localisé à Molvena.
Le siège social du fabricant de vêtements moto Dainese est aussi localisé à Molvena.

## Administration
| Période                                  | Période  | Identité      | Étiquette     | Qualité |
| ---------------------------------------- | -------- | ------------- | ------------- | ------- |
| 14 juin 2004                             | En cours | Franco Fabris | Centro-Destra |         |
| Les données manquantes sont à compléter. |          |               |               |         |

### Hameaux
Mure, Villa

### Communes limitrophes
Fara Vicentino, Marostica, Mason Vicentino, Pianezze, Salcedo